# 加利福尼亞號核動力導彈巡洋艦
加利福尼亚号巡洋舰（USS California CGN-36）是美国海军一艘已退役的核动力巡洋舰，以美国西海岸州加利福尼亚命名，也是美国海军历史上第六艘以加利福尼亚命名的军舰。她是加利福尼亚级的首舰，于1974年下水，服役25年后在1999年退役。由于比同级的姊妹舰南卡罗来纳号晚退役半个月，加利福尼亚号的退役，标志着核动力巡洋舰退出美国海军的战斗序列。
加利福尼亚号巡洋舰长181米，满载排水量11,320吨，搭载2台通用电气的D2G型压水冷却反应堆作为其动力来源。舰首和舰尾各装有一具Mk 13型导弹发射器，能发射RIM-66防空导弹。反潜和反舰方面，该舰还具备发射RUR-5阿斯洛克反潜飞弹和鱼叉反舰导弹的能力。和前一代特鲁斯顿号相比，加利福尼亚号装备了当时非常先进的反潜反舰武器。但由于吨位限制，即使核动力能提供近乎无限的续航能力，加利福尼亚号仍需要经常靠岸补给物资和食物，使得核动力的设计失去意义。1999年，由于船舶本身限制，无法加装更先进的武器系统，在高昂维护成本的压力下，美国海军提前退役了加利福尼亚号及其姊妹舰。